# Shaun Williams (calciatore)
Shaun Williams (Dublino, 19 ottobre 1986) è un calciatore irlandese, difensore o centrocampista dell'Eastbourne Borough.

## Carriera

### Club
Ha giocato nella prima divisione irlandese e nella seconda divisione inglese.

### Nazionale
Ha giocato nelle nazionali giovanili irlandesi Under-21 ed Under-23.
Nel 2018 ha segnato un gol in 3 presenze con la nazionale maggiore irlandese.